# Castillos de Escocia

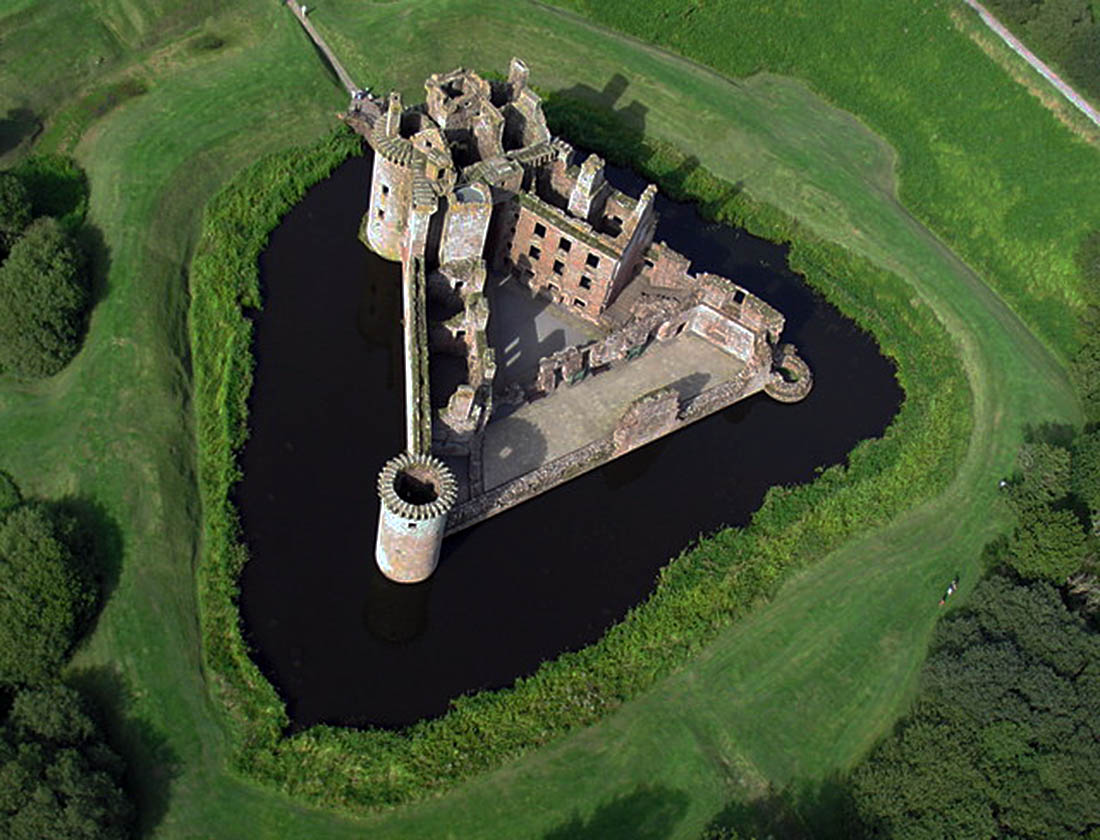
El castillo de Caerlaverock, triangular con foso, fue construido por primera vez en el siglo XIII

Los castillos de Escocia son edificios que combinan fortificaciones y residencias, construidos dentro de las fronteras de la Escocia (Reino Unido). Los castillos llegaron a Escocia con la introducción del feudalismo en el siglo XII. Inicialmente, se trataba de castillo de mota y bailey de madera, pero muchas fueron reemplazadas por castillos de piedra con un alto muro cortina. Durante las Guerras de Independencia, Roberto I de Escocia siguió una política de depredación de los castillos. A finales de la Edad Media se construyeron nuevos castillos, algunos a mayor escala que podrían sostener una gran guarnición. El armamento de pólvora llevó al uso de puertos de armas, plataformas para montar armas y paredes adaptadas para resistir el bombardeo.
Muchos de los castillos medievales tardíos construidos en las fronteras tenían la forma de casas torre, torres Peel más pequeñas o bastidores más simples. A partir del siglo XV hubo una fase de construcción de palacios neorrenacentistas, que los reestructuró como palacios tipo castillo, comenzando por el de Linlithgow. Los elementos de los castillos medievales, los palacios reales y las casas torre se utilizaron en la construcción de las mansiones de los barones escoceses, que se construyeron en gran parte para la comodidad, pero con una apariencia de castillo. En los siglos XVII y XVIII la importancia militar de los castillos declinó, pero se convirtieron cada vez más en atracciones turísticas. Los elementos del estilo baronial escocés se revivirían desde finales del siglo XVIII y la tendencia se vería confirmada en popularidad con la reconstrucción del castillo de Balmoral en el siglo XIX y su adopción como retiro por la reina Victoria. En el siglo XX solo hubo ejemplos aislados de nuevas casas con influencia de castillos. Muchas casas torre fueron renovadas y muchos castillos fueron asumidos por el National Trust for Scotland o Historic Scotland y están abiertos al público.

## Edad Media

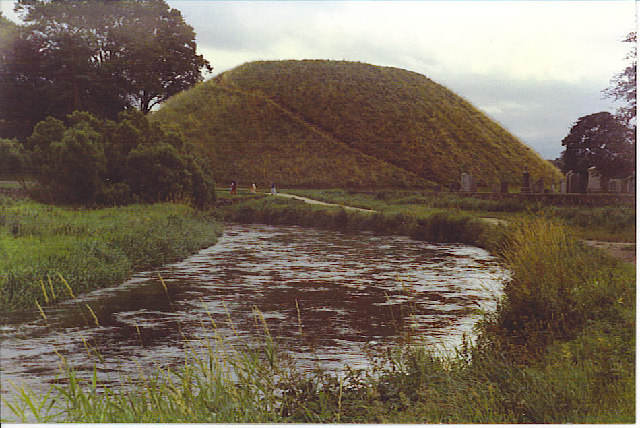
El Bass of Inverurie en Escocia, un gran castillo de mota y bailey construido a mediados del siglo XII

Los castillos, en el sentido de residencia fortificada de un señor o noble, llegaron a Escocia como consecuencia de la centralización de la autoridad real en el siglo XII. Antes de la década de 1120 hay muy poca evidencia de que existieran castillos en Escocia, que había permanecido menos centralizada políticamente que en Inglaterra, con el norte todavía gobernado por los reyes de Noruega. David I de Escocia pasó un tiempo en la corte de Enrique I de Inglaterra, se convirtió en conde de Huntingdon y regresó a Escocia con la intención de extender el poder real por todo el país y modernizar la tecnología militar, incluida la introducción de castillos. El rey escocés alentó a los nobles normandos y franceses a establecerse en Escocia, introduciendo un modo feudal de tenencia de la tierra y el uso de castillos como una forma de controlar las disputadas Tierras Bajas. La historiadora Lise Hull ha sugerido que la creación de castillos en Escocia "tenía menos que ver con la conquista" y más con "establecer un sistema de gobierno".
Se trataba principalmente de construcciones de motte-and-bailey de madera, de un monte o motte elevado, coronado por una torre de madera y un recinto adyacente más grande o muralla, ambos generalmente rodeados por un foso (una zanja) y empalizada, y conectados por un puente de madera. Varían en tamaño desde los muy grandes, como el Bass of Inverurie, hasta diseños más modestos como Balmaclellan. En Inglaterra, muchas de estas construcciones se convirtieron en torres del homenaje en el siglo XII, pero en Escocia la mayoría de las que estaban en ocupación continua se convirtieron en castillos de piedra de enceinte del siglo XIII, con una alta crestería. La necesidad de muros gruesos y altos para la defensa obligó a seguir métodos de construcción económicos, a menudo continuando la tradición escocesa de usar escombros de piedra seca, que luego se cubrieron con un revoque de cal para impermeabilizarlos y lograr una apariencia uniforme. Además de los castillos baroniales, había castillos reales, a menudo más grandes y que proporcionaban defensa, alojamiento para la corte escocesa itinerante y un centro administrativo local. Hacia 1200, estos incluían fortificaciones en Ayr y Berwick. En Escocia, Alejandro II y Alejandro III emprendieron varios proyectos de construcción de castillos de estilo moderno. La temprana muerte de Alejandro III provocó un conflicto en Escocia y la intervención inglesa bajo Eduardo I en 1296. Las Guerras de Independencia resultantes pusieron fin a esta fase de construcción de castillos y comenzaron una nueva fase de guerra de asedio.

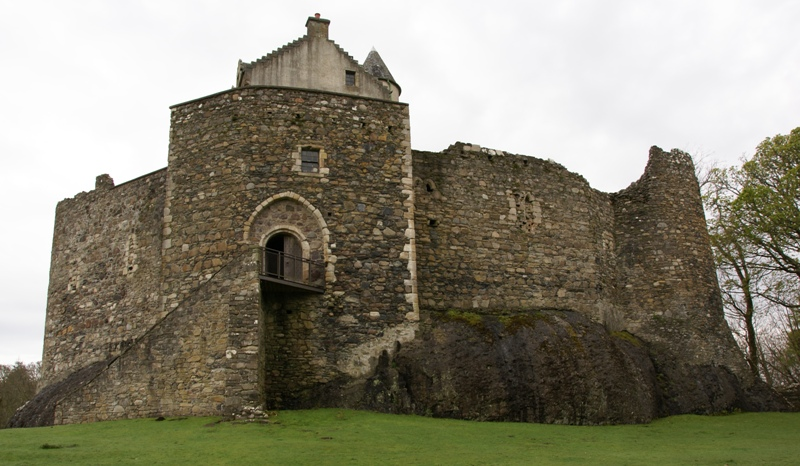
El castillo de Dunstaffnage, uno de los "castillos de enceinte" más antiguos que se conservan, data en su mayoría del.

El primer asedio registrado en Escocia fue el asedio de 1230 del castillo de Rothesay, donde los noruegos sitiadores pudieron derribar los muros de piedra relativamente débiles con hachas después de solo tres días. Cuando Eduardo I invadió Escocia, trajo consigo las capacidades de asedio que habían evolucionado al sur de la frontera, lo que resultó en la rápida caída de los principales castillos. El castillo de Edimburgo cayó en tres días, y los castillos de Roxburgh, Jedburgh, Dunbar, Stirling, Lanark y Dumbarton se rindieron al rey inglés. Los asedios ingleses posteriores, como los ataques a Bothwell y Stirling, volvieron a utilizar recursos considerables, incluidas máquinas de asedio gigantes y equipos extensos de mineros y albañiles. Como resultado, Roberto I de Escocia adoptó una política de destrucción de castillos (conocida como devastación), en lugar de permitir que las fortalezas fueran fácilmente retomadas y luego retenidas por los ingleses, comenzando con sus propios castillos en Ayr y Dumfries., e incluyendo Roxburgh y Edimburgo. Después de las Guerras de Independencia, comenzaron a construirse nuevos castillos, a menudo a gran escala como castillo de mota y bailey, para albergar a las tropas retenidas, como Tantallon, Lothian y Doune cerca de Stirling, reconstruidos para Robert Stewart en el siglo decimocuarto.
Las primeras armas de pólvora se introdujeron en Escocia en la década de 1330. La nueva tecnología comenzó a instalarse en los castillos escoceses en la década de 1380, comenzando con Edimburgo. En el siglo XV, la pólvora alteró fundamentalmente la naturaleza de la arquitectura de los castillos, que se adaptaron para permitir el uso de las nuevas armas mediante la incorporación de puertos de armas de "ojo de cerradura", plataformas para montar armas y muros que se adaptaron para resistir el bombardeo. Ravenscraig, Kirkcaldy, iniciado alrededor de 1460, es probablemente el primer castillo en las islas británicas que se construyó como un fuerte de artillería, incorporando bastiones en forma de "D" que resistirían mejor el fuego de cañón y en los que se podría montar artillería. También usó puertos de armas tipo "buzón", comunes en Europa continental, aunque más raros en Inglaterra, se extendieron rápidamente por todo el reino. Escocia también abrió el camino en la adopción del nuevo diseño de caponera para las zanjas del castillo, tal como se construyó en el castillo de Craignethan.

## Casas torre

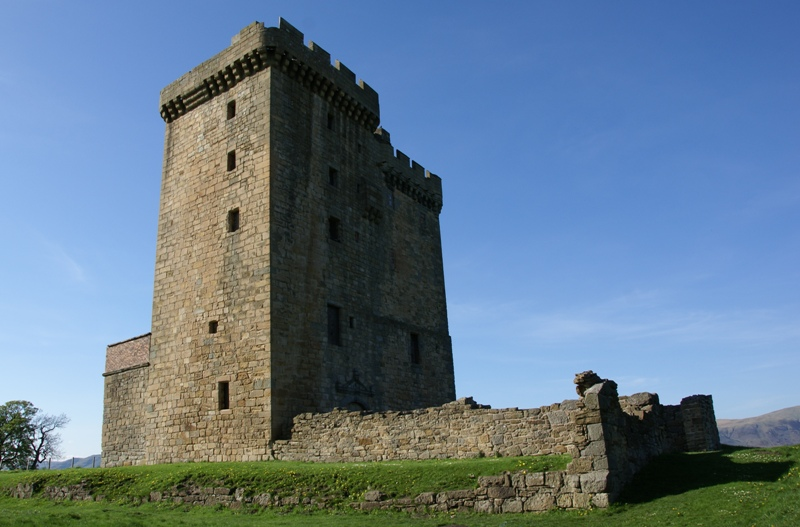
Torre Clackmannan, una casa torre, construida originalmente en el siglo XIV

La mayor cantidad de fortificaciones medievales tardías en Escocia construidas por nobles, alrededor de 800, fueron del diseño de una casa torre. Las versiones más pequeñas de las casas torre en el sur de Escocia se conocían como Torres Peel o casas de piedra. Las defensas de las casas torre buscaban principalmente brindar protección contra grupos de asalto más pequeños y no tenían la intención de oponer una oposición significativa a un asalto militar organizado. Esto ha llevado al historiador Stuart Reid a caracterizarlos como "defendibles más que defensivos". Por lo general, eran un edificio alto, cuadrado, construido en piedra y almenado. A menudo también estaban rodeados por un barmkyn o bawn, un patio amurallado diseñado para contener animales valiosos de forma segura, pero no necesariamente destinado a una defensa seria. Fueron construidos extensamente a ambos lados de la frontera con Inglaterra desde el siglo XIV. La pérdida de Jacobo IV del señorío de las Islas en 1494 provocó una explosión adicional de construcción de torres en toda la región. También se construyeron varios en ciudades escocesas.

Una opción para los pequeños terratenientes y agricultores era la casa bastle, una forma de casa fortificada que combinaba las funciones de una casa torre y un barmkyn. Por lo general, eran casas de dos pisos con la planta baja actuando como un establo al que se podía conducir a los animales, mientras que al espacio habitable en el piso superior solo se podía acceder mediante una escalera removible. La mayoría están dentro de las 48 km de la frontera y se construyeron a principios del siglo XVI.

## Palacios renacentistas

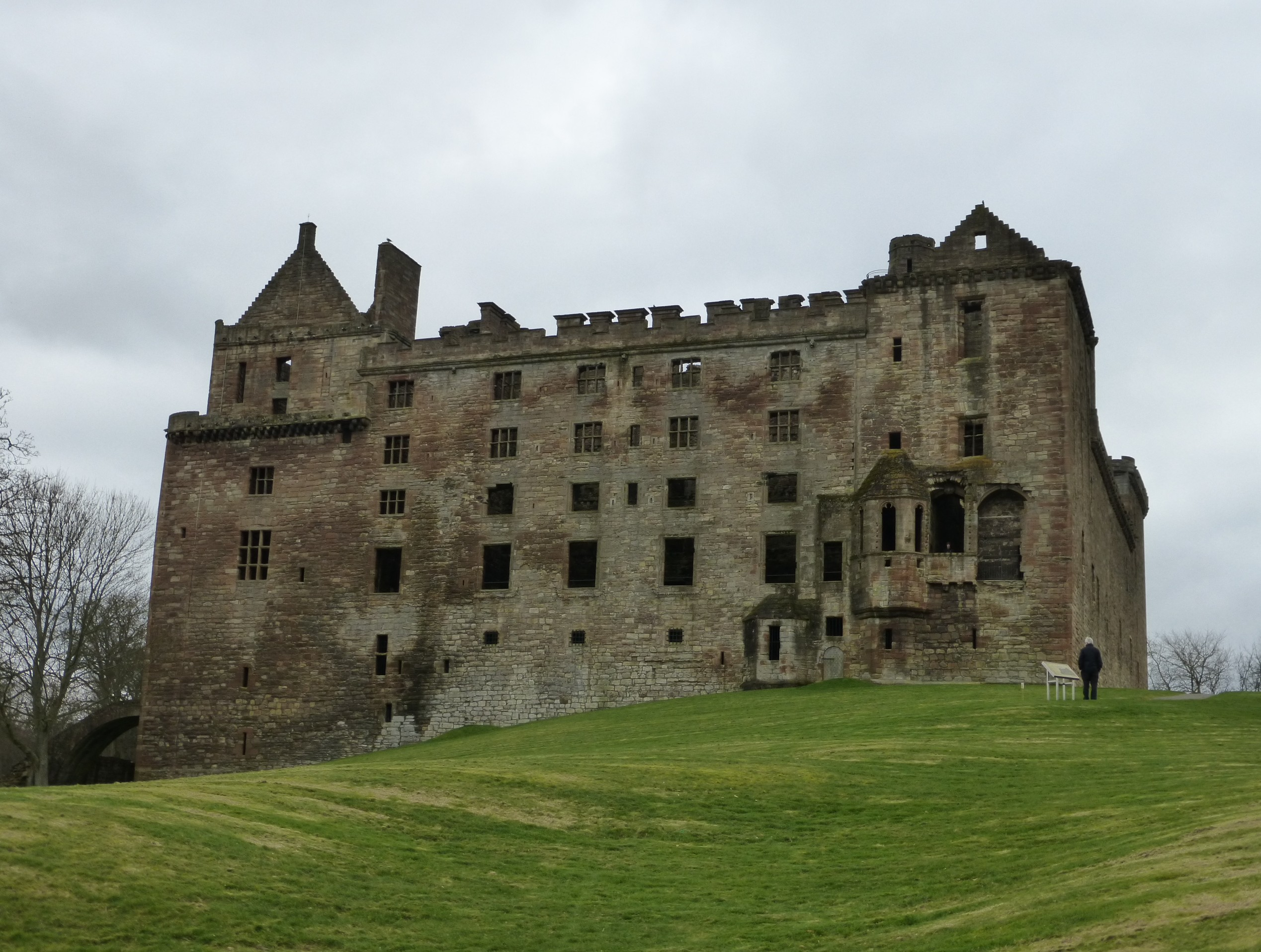
Palacio de Linlithgow, ampliamente reconstruido siguiendo los principios del Renacimiento del como un palacio de estilo castillo

La construcción y reconstrucción extensas de palacios reales probablemente comenzó bajo Jacobo III y se aceleró bajo Jacobo IV, alcanzando su punto máximo bajo Jacobo V. Utilizaron ingresos excepcionales, como la confiscación de tierras clave, para establecer su poder en todo el reino de diversas formas, incluida la construcción de castillos más grandiosos mediante la ampliación y modificación de las fortificaciones existentes. Se ha considerado que estas obras reflejan directamente la influencia de los estilos renacentistas. Linlithgow se construyó por primera vez bajo James I, bajo la dirección del maestro de obras John de Waltoun y se lo conoció como un palacio, aparentemente el primer uso de este término en el país, a partir de 1429. Esto se amplió bajo James III y comenzó a corresponder a un elegante palazzo cuadrangular, con torres en las esquinas de un palatium ad moden castri (un palacio de estilo castillo), que combina la simetría clásica con la imaginería neocaballeresca. Hay evidencia de albañiles italianos trabajando para James IV, en cuyo reinado se completó Linlithgow y se reconstruyeron otros palacios con proporciones italianas. Según el historiador de la arquitectura John Dunbar, los resultados fueron "los primeros ejemplos de diseño renacentista coherente en Gran Bretaña".
El cambio en el enfoque arquitectónico reflejó cambios en las alianzas políticas, ya que James V había formado una estrecha alianza con Francia durante su reinado. Encontró la versión francesa del edificio renacentista mientras visitaba su matrimonio con Magdalena de Valois en 1536 y su segundo matrimonio con María de Guisa puede haber resultado en conexiones e influencias a más largo plazo. El trabajo de su reinado ignoró en gran medida el estilo insular adoptado en Inglaterra bajo Enrique VIII y adoptó formas que eran reconociblemente europeas, comenzando con el extenso trabajo en Linlithgow. Esto fue seguido por reconstrucciones en Holyrood, Falkland, Stirling y Edimburgo, descritas por Roger Maison como "algunos de los mejores ejemplos de arquitectura renacentista en Gran Bretaña".

Gran parte de la reconstrucción de este castillo fue planificada y financiada por James Hamilton de Finnart, además de su trabajo en el castillo Blackness, el castillo Rothesay, la casa en Crawfordjohn, el "New Inn" en el Priorato de la Catedral de St Andrews y el alojamiento en la abadía de Balmerino para la enferma reina Magdalena. En lugar de copiar formas continentales, se incorporaron elementos de estos estilos en patrones locales tradicionales, adaptándolos a los modismos y materiales escoceses (particularmente piedra y harl). Se pueden ver temas similares en las casas privadas de los aristócratas, como en Wark de Mar, Stirling y el castillo de Crichton, construido para el conde de Bothwell en la década de 1580.

## SiglosXVIyXVII

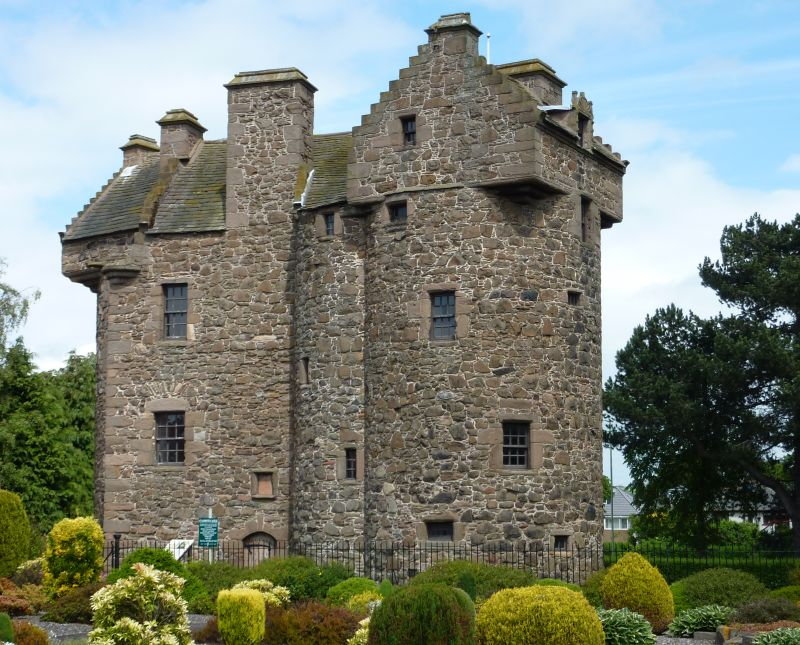
El castillo de Claypotts del, que muestra muchas de las características del estilo baronial escocés.

En el período de la intervención francesa en las décadas de 1540 y 1550, al final del Rough Wooing, Escocia recibió una frontera defendida de una serie de fortalezas de terrazo y adiciones a los castillos existentes. Estos incluyeron la construcción de bastiones únicos en Edimburgo, Stirling y Dunbar.
El estilo único de las grandes casas privadas en Escocia, más tarde conocido como baronial escocés, se ha ubicado en su origen en el período de la década de 1560. Conservaba muchas de las características de los castillos medievales de altos muros que habían quedado obsoletos en gran parte por las armas de pólvora y que pueden haber sido influenciados por los albañiles franceses llevados a Escocia para trabajar en los palacios reales. Se basaba en las casas torre y las torres de piel, con sus parapetos, ménsulas y garitas. Las nuevas casas de propiedad construidas a finales del siglo XVI por nobles y terratenientes se construyeron principalmente para la comodidad, no para la defensa, aunque a menudo se las llamaba castillos. Conservaron muchas de estas características externas que se habían asociado con la nobleza, pero con una planta más grande. Clásicamente, se trataba de un "plano en Z" de un bloque rectangular con torres, como en los castillos Colliston (1583) y de Claypotts (1569–88).
Particularmente influyente fue la obra de William Wallace, maestro albañil del rey desde 1617 hasta su muerte en 1631. Trabajó en la reconstrucción del colapso North Range of Linlithgow desde 1618, Winton House para George Seton, tercer conde de Winton y comenzó a trabajar en el Heriot's Hospital, en Edimburgo. Adoptó un estilo distintivo que aplicó elementos de fortificación escocesa e influencias flamencas a un plano renacentista como el utilizado en el castillo de Ancy-le-Franc. Este estilo se puede ver en las casas de los señores construidas en Caerlaverlock (1620), Moray House, Edimburgo (1628) y Drumlanrig Castle (1675–89), y fue muy influyente hasta que el estilo baronial dio paso a las formas inglesas más grandiosas asociadas con Inigo Jones. a finales del siglo XVII, que se utilizaron para producir casas de campo confortables y de inspiración clásica.

## Decadencia

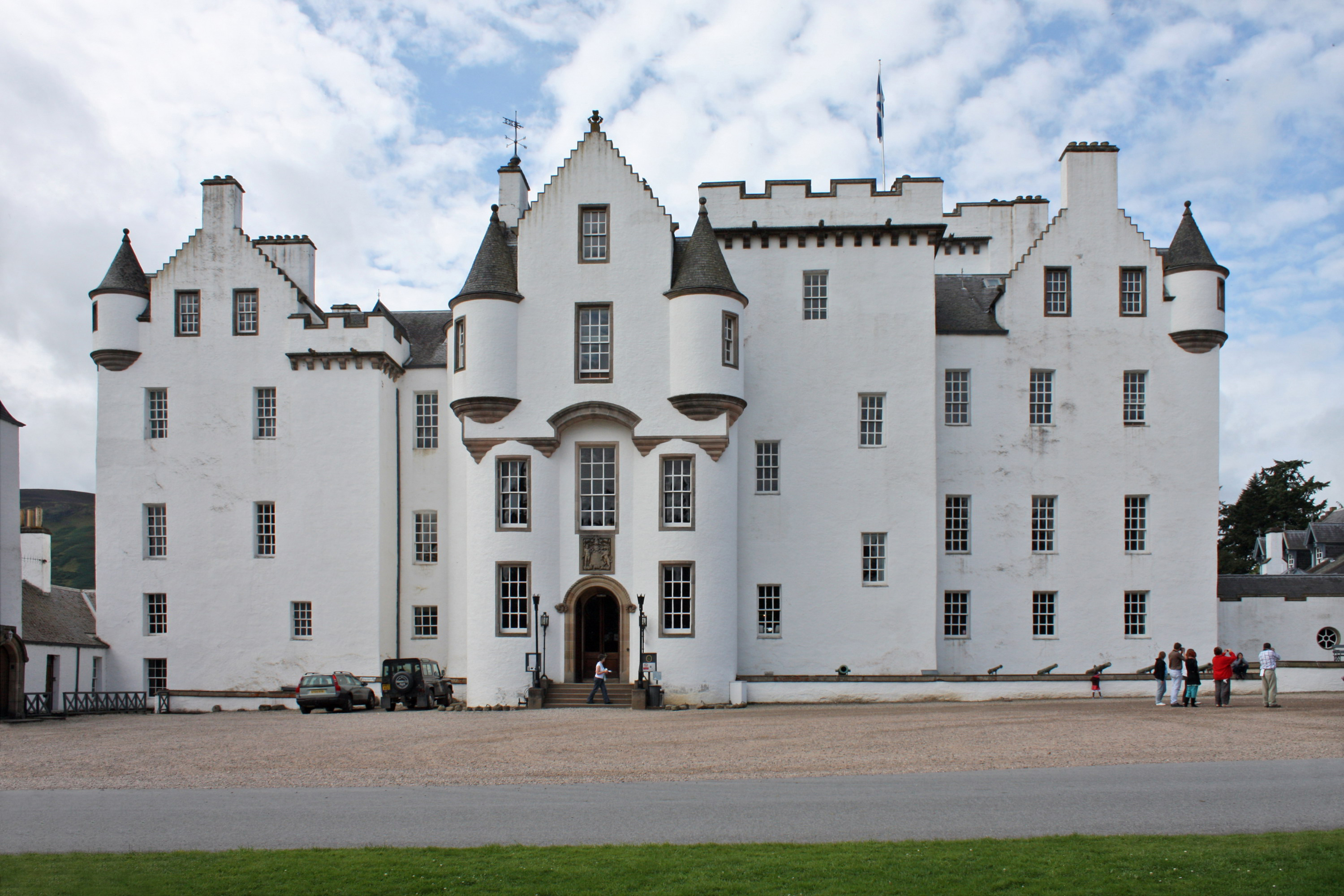
El castillo de Blair, ampliamente reconstruido en el, se convirtió en un lugar turístico popular.

En 1603 James VI de Escocia heredó la corona de Inglaterra, trayendo un período de paz entre los dos países. La corte real se fue a Londres y, como resultado, con la excepción de visitas ocasionales, cesaron en gran medida las obras de construcción de los castillos reales al norte de la frontera. Algunos castillos continuaron teniendo una modesta utilidad militar hasta el siglo XVIII. Los castillos reales de Edimburgo, Dumbarton y Stirling, junto con Dunstaffnage, Dunollie, Blackness y Ruthven, continuaron en uso como fortificaciones prácticas. Las casas torre se construyeron hasta la década de 1640. Después de la Restauración, la casa torre fortificada pasó de moda, pero el débil estado de la economía escocesa fue tal que, mientras que muchas propiedades más grandes simplemente fueron abandonadas, los castillos más modestos continuaron usándose y adaptándose como casas, en lugar de reconstruirse.
En las Guerra de los Obispos, los castillos que defendieron al rey contra los Covenanters, incluidos Caerlaverock y Threave en 1640, fueron devastados, con sus techos eliminados y las paredes abiertas para hacerlos inhabitables. Tantallon se utilizó como base para los ataques escoceses contra el avance del ejército de Oliver Cromwell en 1651. Como resultado, fue sometido a golpes por el tren de asedio del New Model Army, perdiendo sus torres finales y dejando de ser una residencia desde ese punto. La secuencia de levantamientos jacobitas de 1689 amenazó a la Corona en Escocia y culminó con la rebelión de 1745. Stirling pudo resistir el ataque jacobita en 1745 y el asedio del castillo de Blair, al final de la rebelión en 1746, fue el último asedio al castillo que se produjo en las islas británicas. A raíz del conflicto, Corgaff y muchos otros castillos fueron utilizados como cuarteles para las fuerzas enviadas a guarnecer las Tierras Altas. Kildrummy, Huntly y Doune fueron destruidos como resultado de su participación en la rebelión.
Desde finales del siglo XVIII, los castillos se convirtieron en atracciones turísticas. El castillo de Blair era un lugar popular debido a sus jardines paisajísticos y el castillo de Stirling debido a sus conexiones históricas románticas. Los tours se hicieron cada vez más populares durante el siglo XIX, generalmente comenzando en Edimburgo y luego pasando hasta dos semanas más al norte, aprovechando la expansión de la red de trenes y vapores. El castillo de Blair siguió siendo popular, pero otros castillos se unieron al circuito, y el castillo de Cawdor se hizo popular una vez que la línea ferroviaria llegó al norte de Fort William. Las guías de los castillos escoceses se hicieron muy conocidas por proporcionar largos relatos históricos de sus sitios, a menudo basándose en las tramas de las novelas románticas para los detalles. Las novelas de Walter Scott ambientadas en Escocia popularizaron varios castillos del norte, incluido Tantallon, que apareció en el poema Marmion (1808).

## Estilo NEOGÓTICO

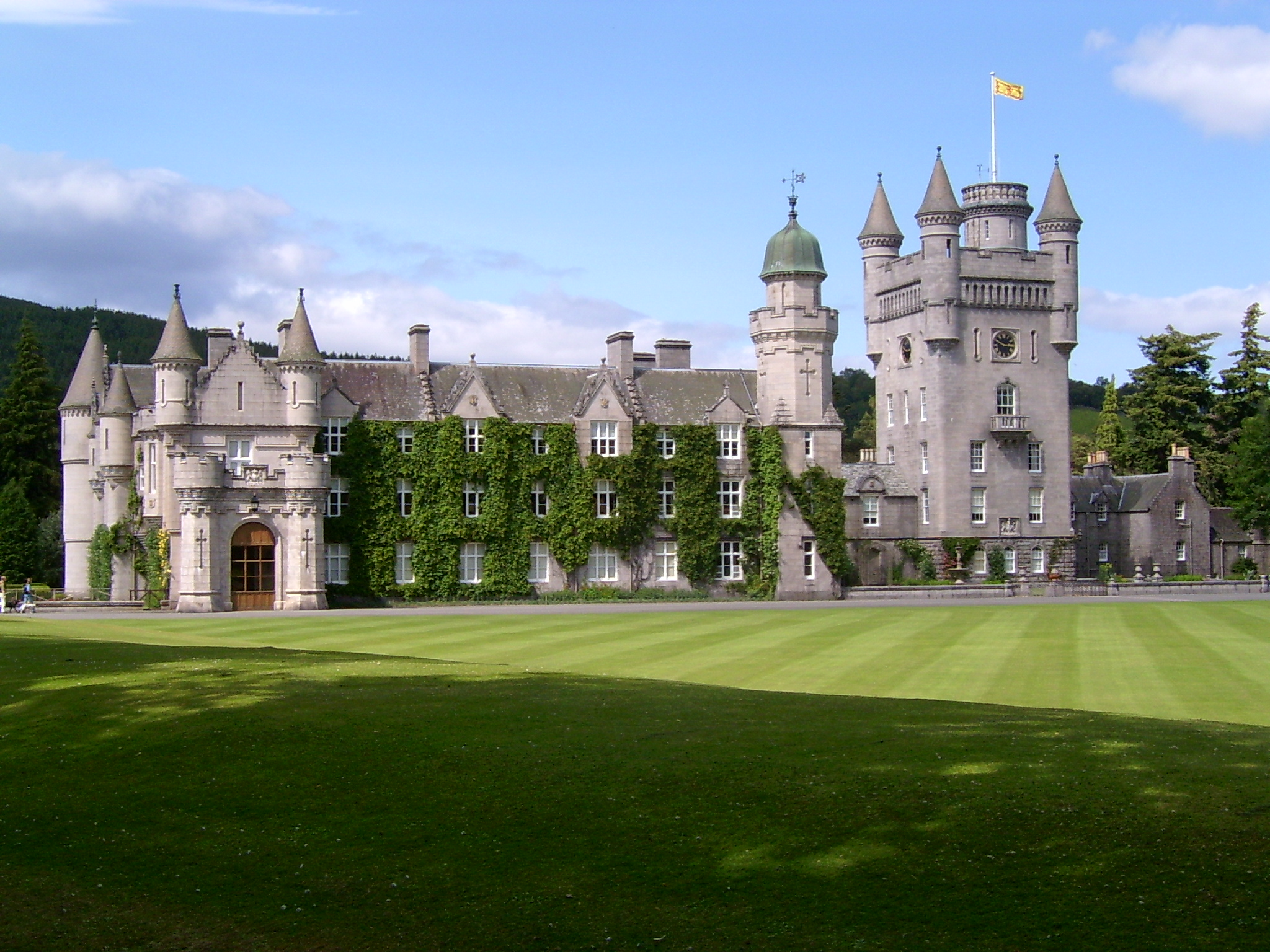
El castillo de Balmoral, reconstruido para la reina Victoria en el estilo baronial escocés.

En Escocia hubo un Romanticismo del castillo a finales del siglo XVIII y XIX como parte del neogótico, pues se construyeron nuevas casas y se remodelaron los edificios existentes en los estilos neogótico y baronial escocés. El castillo de Inveraray, construido a partir de 1746 con aportes de diseño de William Adam, muestra la incorporación de torretas y se encuentra entre las primeras casas en ese estilo historicista. En la misma línea, las casas de su hijo Robert Adam incluían Mellerstain y Wedderburn en Berwickshire y Seton House en East Lothian, pero se ve más claramente en el castillo de Culzean, Ayrshire, remodelado por Adam en 1777. Se trataba de casas de estilo palladiano en gran parte convencionales que incorporaban algunas características externas del estilo baronial escocés.
Importante para la adopción del historicismo arquitectónico a principios del siglo XIX fue Abbotsford House, la residencia de Walter Scott. Reconstruido para él a partir de 1816, se convirtió en un modelo para el renacimiento moderno del estilo baronial. Las características comunes tomadas de las casas de los siglos XVI y XVII incluían puertas almenadas, frontones escalonados, torreones puntiagudos y matacanes. El estilo fue popular en toda Escocia y fue aplicado a muchas viviendas relativamente modestas por arquitectos como William Burn, David Bryce, Edward Blore, Edward Calvert y Robert Stodart Lorimer y en contextos urbanos, incluido el edificio de la calle Cockburn en Edimburgo (desde la década de 1850), así como el Monumento Nacional Wallace en Stirling (1859-1869). La reconstrucción del castillo de Balmoral como palacio señorial y su adopción como retiro real entre 1855 y 1858 confirmaron la popularidad del estilo. Los arquitectos baroniales escoceses frecuentemente "mejoraron" los castillos existentes: el castillo Floors fue transformado en 1838 por William Playfair, quien agregó grandes torreones y cúpulas. El estilo se extendió hacia el sur y el arquitecto Edward Blore añadió un toque baronial escocés a su trabajo en Windsor.

## SiglosXXyXXI

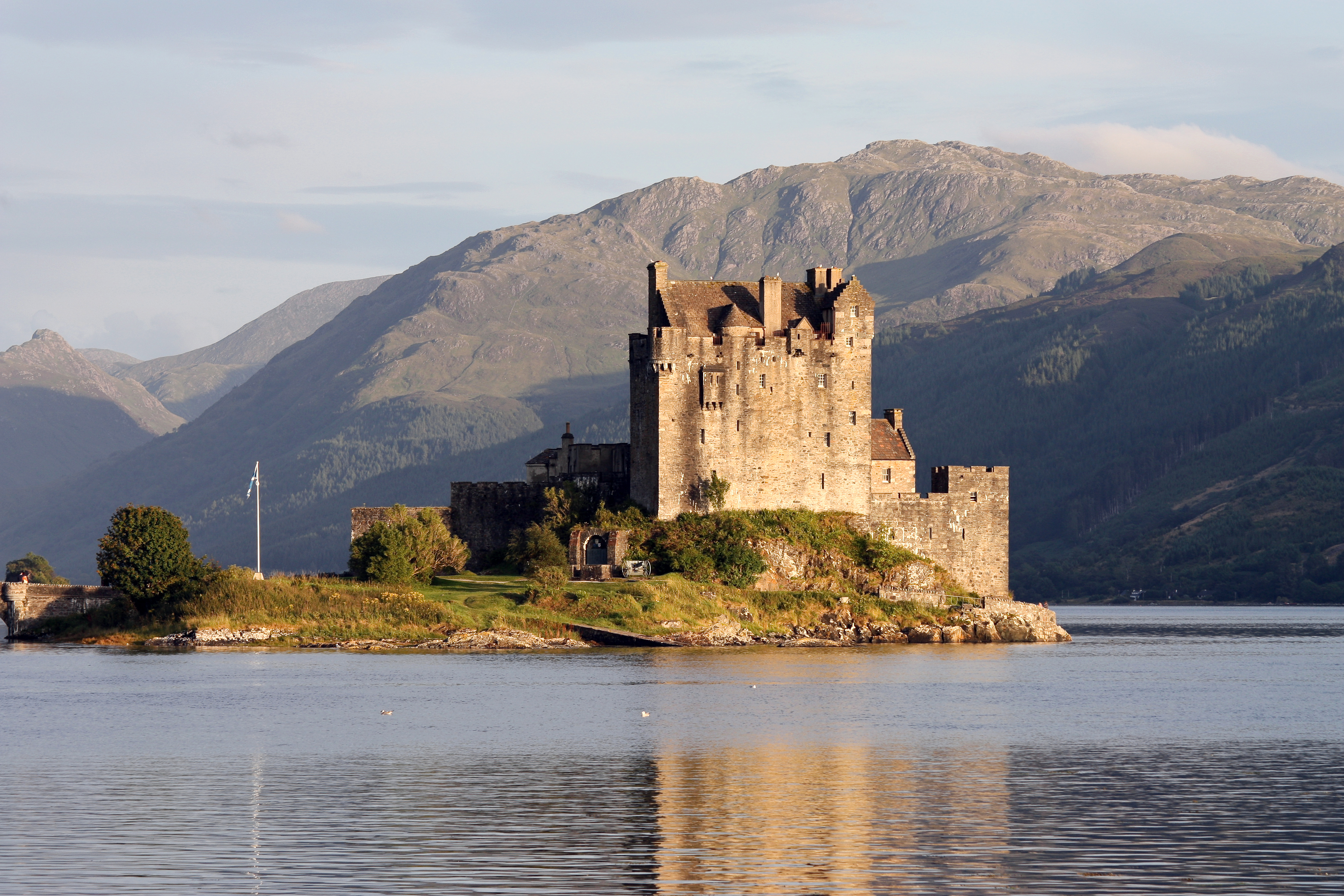
Eilean Donan fue completamente reconstruido entre 1919 y 1932

El estilo baronial alcanzó su punto máximo a finales del siglo XIX, y la construcción de grandes casas perdió importancia en el siglo XX. Sin embartgo, continuó influyendo en la construcción de algunas casas residenciales, incluido el castillo de Skibo, que fue reconstruido para el industrial Andrew Carnegie por Ross y Macbeth. Hubo una pausa en la construcción después de la Primera Guerra Mundial, y el cambio social socavó la construcción de casas rurales en el campo. Ejemplos aislados de "castillos" incluyen casas que combinan elementos modernos y tradicionales, como Broughton Place (1936) del arquitecto Basil Spence y el castillo de Glenskirlie, Stirlingshire (2007).
La restauración de los castillos comenzó a principios del siglo XX, con proyectos que incluían la renovación del castillo de Duart en Mull, y la reconstrucción completa de Eilean Donan a partir de algunos fragmentos de mampostería. El movimiento de restauración creció después de la Segunda Guerra Mundial con la moda de renovar las casas torre, incluida la restauración de Oliver Hill del castillo Inchdrewer, cerca de Banff en Aberdeenshire, en 1965. La restauración de casas torre y castillos más pequeños continúa, con ejemplos recientes como la Torre Fenton en Lothian y el castillo Ballone cerca de Portmahomack. Historic Scotland ha lanzado una "Iniciativa de castillos escoceses" destinada a fomentar la inversión privada en la restauración de los castillos de Escocia, incluido un registro de posibles candidatos a la restauración. A pesar de estos esfuerzos, varios castillos permanecen en el Registro de Edificios en Riesgo de Escocia.
La mayoría de los castillos de Escocia, ya sean en ruinas u ocupados, siguen siendo de propiedad privada, aunque muchos están abiertos al público al menos ocasionalmente. Durante el siglo XX, varios castillos más antiguos se transfirieron al cuidado del estado, y ahora son responsabilidad de Historic Scotland, que se creó como agencia en 1991. La Escocia histórica se ocupa de más de 300 propiedades, todas de acceso público, incluidos alrededor de 65 castillos. Estos incluyen algunos de los castillos más famosos de Escocia, como Edimburgo y Stirling, así como numerosas casas torre y castillos en ruinas. El National Trust for Scotland (fundado en 1931) se ocupa de varios castillos y mansiones posmedievales, incluidos Culzean y Craigievar, que todavía estuvieron ocupados hasta el siglo XX. Landmark Trust restaura y opera edificios históricos como casas de vacaciones, incluidos el castillo de Saddell, el castillo de Park y el castillo de Roslin. Varios otros castillos están en manos del gobierno local, por ejemplo, el castillo de Dudhope en Dundee, y algunos se mantienen mediante la construcción de fideicomisos de preservación y otros organismos caritativos, por ejemplo, la torre Sauchie, Clackmannanshire.